# 가능한 변화들
"가능한 변화들"은 2005년 공개된 대한민국의 영화이다.

## 배역
- 정찬 : 문호 역
- 김유석 : 종규 역
- 윤지혜 : 윤정 역
- 신소미 : 수현 역
- 유인촌 : 실장 역
- 옥지영 : 미스 김 역
- 남현주 : 문호 처 역
- 이재희 : 윤정 엄마 역
- 강인기 : 수현 남편 역
- 김준성 : 데이빗 역
- 엄효섭 : 최 교수 역
- 전익령 : 여직원 역

## 수상
- 2004년 제17회 도쿄국제영화제
  - 아시아영화상 - 민병국

## 에피소드
- 유인촌의 사실상 연기자 분야 은퇴작이기도 하다.